# Oxbow Estates
Oxbow Estates es un lugar designado por el censo ubicado en el condado de Gila en el estado estadounidense de Arizona. En el Censo de 2010 tenía una población de 217 habitantes y una densidad poblacional de 170,64 personas por km².

## Geografía
Oxbow Estates se encuentra ubicado en las coordenadas 34°10′49″N 111°20′35″O / 34.18028, -111.34306. Según la Oficina del Censo de los Estados Unidos, Oxbow Estates tiene una superficie total de 1.27 km², de la cual 1.27 km² corresponden a tierra firme y (0%) 0 km² es agua.

## Demografía
Según el censo de 2010, había 217 personas residiendo en Oxbow Estates. La densidad de población era de 170,64 hab./km². De los 217 habitantes, Oxbow Estates estaba compuesto por el 97.24% blancos, el 0% eran afroamericanos, el 0% eran amerindios, el 0% eran asiáticos, el 0% eran isleños del Pacífico, el 1.84% eran de otras razas y el 0.92% pertenecían a dos o más razas. Del total de la población el 9.68% eran hispanos o latinos de cualquier raza.